# Moncharmontia
Moncharmontia es un género de foraminífero bentónico la familia Charentiidae, de la superfamilia Biokovinoidea, del suborden Biokovinina y del orden Loftusiida. Su especie tipo es Neoendothyra apenninica. Su rango cronoestratigráfico abarca desde el Turoniense hasta el Campaniense (Cretácico superior).

## Discusión
Clasificaciones previas incluían Moncharmontia en el suborden Textulariina y en el orden Textulariida.

## Clasificación
Moncharmontia incluye a las siguientes especies:
- Moncharmontia apenninica †
- Moncharmontia compressa †